# Robert Silvercruys

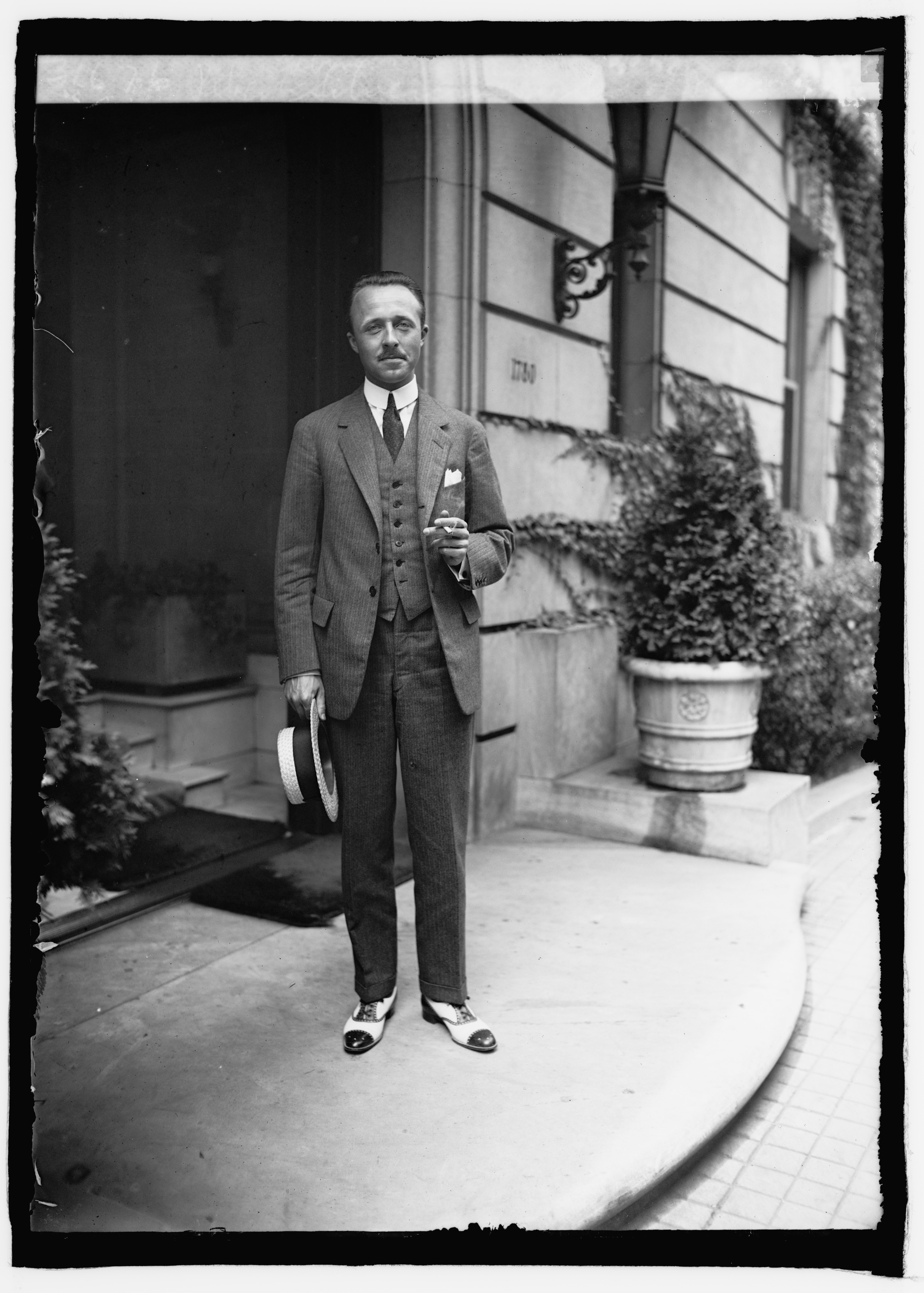
Robert Silvercruys in 1924

Robert baron Silvercruys (Tongeren, 17 oktober 1893 - Washington D.C., 25 januari 1975) was een Belgisch diplomaat.

## Biografie
Robert Silvercruys was een zoon van Frantz (François) Silvercruys, rechter bij het Hof van Cassatie, en een broer van Suzanne Silvercruys, kunstenares en politiek activiste in de Verenigde Staten. Hij studeerde aan de Katholieke Universiteit Leuven en de Université libre de Bruxelles.
In 1918 werd hij docent Romaanse talen aan de University of Wisconsin-Madison. Vervolgens trad hij in dienst bij Buitenlandse Zaken en werd hij attaché in Washington. In 1921 werd hij bevorderd tot ambassadesecretaris eerste klasse en in 1925 tot ambassadesecretaris tweede klasse. Van 1925 tot 1926 was Silvercruys kabinetschef van minister van Buitenlandse Zaken Emile Vandervelde (BWP), van 1927 tot 1931 was hij adviseur in Washington en Peking en van 1931 tot 1936 was hij op post in Londen. In 1937 werd hij gezant in Ottawa en in 1944 werd het gezantschap in Ottawa tot ambassade verheven en werd hij ambassadeur, een post die hij tot 1945 behield. Van 1946 tot 1959 was hij ambassadeur in Washington. Silvercruys was in 1949 betrokken bij de onderhandelingen van het Noord-Atlantisch Verdrag. Een jaar later onderhandelde hij met Pierre Ryckmans de financiering van een Belgisch nucleair programma. In 1959 ging hij met pensioen.
In 1953 huwde Silvercruys met de Amerikaanse Rosemary Turner, weduwe van politicus Brien McMahon.